# I tre moschettieri
I tre moschettieri (Les Trois Mousquetaires) è un romanzo d'appendice scritto dal francese Alexandre Dumas con la collaborazione di Auguste Maquet nel 1844 e pubblicato originariamente a puntate sul giornale Le Siècle. È uno dei romanzi più famosi e tradotti della letteratura francese e ha dato inizio ad una trilogia, che comprende Vent'anni dopo (1845) e Il visconte di Bragelonne (1850).
I tre moschettieri del titolo sono Athos, Porthos e Aramis, a cui si aggiunge il protagonista del romanzo, D'Artagnan.

## Trama
Francia, 1625 Charles D'Artagnan, un giovane guascone, va a Parigi per essere ammesso tra le file dei moschettieri di re Luigi XIII. Tuttavia, la lettera di raccomandazione che porta con sé - indirizzata al Signor de Tréville, capo dei moschettieri - gli viene sottratta lungo il tragitto da un individuo con il quale si scontra in duello: per il resto del romanzo questi verrà chiamato "L'uomo di Meung", dal luogo dov'è avvenuto il duello. Il signor de Tréville lo riceve ugualmente e, dopo l'udienza, D'Artagnan s'incammina per Parigi, dove incontra casualmente, uno dopo l'altro, i più famosi moschettieri del re: Athos, Aramis e Porthos. Ciascuno di essi, ritenendosi provocato, lo sfida a duello all'insaputa degli altri. All'appuntamento, però, si presentano anche le guardie del cardinale Richelieu, risolute ad arrestarli, in forza del divieto di duellare stabilito da un editto reale. I tre moschettieri, però, si oppongono; D'Artagnan combatte assieme a loro, dando prova di abilità con la spada e conquistando la fiducia e l'amicizia dei tre. Successivamente, re Luigi li fa convocare a palazzo ma, anziché rimproverarli, si complimenta con loro per aver tenuto testa brillantemente alle guardie del cardinale Richelieu.
Quest'ultimo detesta la consorte del Re, Anna, perché imparentata con i nemici spagnoli; inoltre, la regina è amante segreta del potente duca di Buckingham. Anna, in pegno del suo amore, ha fatto dono al nobiluomo inglese dodici puntali di diamanti, un vecchio regalo del re di Francia alla sposa. Il Cardinale, che dispone di spie molto efficaci, viene a saperlo e ordisce una trappola alla regina: propone al re, perennemente annoiato, di organizzare un ballo di corte, con l'adulazione di veder sfoggiare i preziosi puntali alla regina. Il re cade nel tranello e ciò costringe la regina a recuperarli al più presto. Attraverso l'intercessione di Constance Bonacieux, guardarobiera della regina di cui D'Artagnan è innamorato, il cadetto di Guascogna, assieme ai tre moschettieri, accetta l'impresa e parte alla volta dell'Inghilterra.
Lungo il tragitto, però, le spie del cardinale costringono il gruppo a sfaldarsi. Così, l'unico a riuscire concretamente a raggiungere l'imbarcadero di Calais è proprio il cadetto D'Artagnan. Una volta a Londra, D'Artagnan raggiunge Buckingham e si fa consegnare i puntali; qui, però, i due si accorgono che ne mancano due. Ricostruendo i fatti, il duca capisce come ciò sia possibile: una spia del cardinale, la bellissima Milady de Winter, glieli ha sottratti di nascosto. Il duca, per salvare l'onore dell'amata Anna, ne fa fare due copie identiche agli originali, che D'Artagnan riporta a Parigi, in tempo per mandare in fumo i piani del cardinale. Il primo ministro di Francia, però, serve subito la vendetta a D'Artagnan e fa rapire Constance da Milady. Intanto, per ordine del signor de Tréville, D'Artagnan è partito alla ricerca dei tre amici, rimasti bloccati lungo il percorso per Calais.
Il più vecchio dei tre, Athos, una volta ritrovato D'Artagnan, racconta all'amico di una strana storia d'amore, spacciandola per una vicenda accaduta a un suo conoscente. In seguito, D'Artagnan ingaggia una lotta contro il barone de Winter, che, terminato lo scontro, lo invita nel suo palazzo, dove il giovane fa la conoscenza di Milady. D'Artagnan s'innamora suo malgrado di Milady che, però, è innamorata del conte di Wardes e dà alla sua cameriera Ketty una lettera con una proposta d'incontro; Ketty è però a sua volta innamorata di D'Artagnan e gli fa vedere la lettera. D'Artagnan decide di presentarsi al posto del conte di Wardes. Poi D'Artagnan le scrive una lettera falsa a nome di Wardes, dove la rifiuta. Milady cerca la complicità di D'Artagnan, concedendosi a lui per ottenere vendetta del conte. D'Artagnan allora crede di poter ormai contare sull'amore di Milady e le confessa l'inganno della falsa lettera che le aveva ordito. A questo punto lei cerca di ucciderlo, ma nella concitazione si scopre e D'Artagnan, che comunque riesce a fuggire, nota sulla sua spalla il simbolo del giglio, con il quale vengono marchiati i condannati a morte francesi.
D'Artagnan deve scappare perché stanno arrivando delle persone accorse alle grida di Milady, e con lui scappa anche Ketty. Nel frattempo è scoppiata la guerra e i moschettieri vengono inviati a combattere a La Rochelle, l'ultima piazzaforte ugonotta in territorio francese. Per vincere la guerra senza spargimenti di sangue, Richelieu manda Milady a Londra ad assassinare il duca di Buckingham; D'Artagnan e gli altri, però, la precedono, facendola arrestare dal cognato, lord de Winter, proprio all'arrivo sulle coste inglesi. Una volta in prigione, Milady, però, riesce a raggirare il carceriere puritano Felton, che prima l'aiuta a evadere e poi, per lei, uccide con un pugnale il duca di Buckingham. Intanto, D'Artagnan viene a sapere che Constance sta morendo, avvelenata da Milady e, volendo a tutti i costi consegnare alla giustizia la donna, con l'aiuto dei tre moschettieri e un uomo dal mantello rosso, la cattura e l'accusa dei suoi tremendi delitti. Milady respinge le accuse e a questo punto si fa avanti l'uomo avvolto nel mantello rosso, il boia di Lille. Molti anni prima Milady era stata la responsabile della morte del fratello del boia e quindi viene giustiziata. Richelieu riconosce così l'abilità di D'Artagnan e lo nomina luogotenente dei moschettieri del re. Il romanzo si conclude con la divisione del gruppo dei moschettieri. Il giovane guascone prende possesso del proprio grado. Porthos sposa la signora Coquenard, anziana e ricca vedova. Aramis prende l'abito sacerdotale in un convento di Nancy. Athos ottiene una piccola eredità nel Rossiglione.

## Personaggi principali
- D'Artagnan (Charles de Batz de Castelmore d'Artagnan) — Tutto il romanzo gira intorno a questo ragazzo dai 18 anni ai 20 anni, abile nella spada e molto coraggioso; è il protagonista del libro.
  - Planchet — Servo di D'Artagnan, ironico, astuto, coraggioso e legato al padrone. Dopo il primo libro lascerà il servizio presso D'Artagnan e si diventerà un confettiere, e successivamente droghiere. Il ruolo dei servitori in questo libro è molto importante: vengono menzionati molto spesso e sarà anche grazie a loro che i quattro amici riusciranno nelle loro imprese.

### Athos, Porthos Aramis
Il Moschettiere è una figura realmente esistente nella Francia dal XVI secolo fino al XIX. I moschettieri di cui si parla nel libro vengono riferiti alla compagnia assunta dal re Luigi XIII come suo esercito personale. La compagnia dei moschettieri è contrapposta nel libro e nella storia alle guardie del cardinale Richelieu (Armand-Jean du Plessis de Richelieu) che si affrontano in numerosi duelli illegali. I tre moschettieri protagonisti vengono presentati con dei soprannomi e sempre nominati con questi pseudonimi. I loro veri nomi verranno rivelati solo in parte.
- Athos (Olivier de Bragelonne de La Fère) — Il più ammirato fra i tre da d'Artagnan. Di animo nobile e distinto, riesce con il suo approccio freddo a nascondere le sue emozioni. Forse è il più viziato fra i quattro amici, non si fa mancare nulla, è abile conoscitore della scherma e dell'arte del cavalcare nonché grande bevitore. Quando ancora non era moschettiere, ma conte de la Fère, ha sposato una giovane rivelatasi poi marchiata a fuoco perché condannata a morte. È il più intelligente, anche se stima d'Artagnan come tale. Quest'ultimo è appunto chiamato dal conte, il più vecchio fra i tre, "figlio mio". All'inizio del primo romanzo l'autore scrive di aver ritrovato le "Memorie del conte de la Fère" e di avere saputo pressoché l'intera storia da queste memorie: in realtà Dumas padre ricaverà il soggetto della sua trilogia dalle "Memorie di d'Artagnan", scritte dal romanziere francese Gatien de Courtilz de Sandras lui stesso moschettiere. Athos riceverà, nel corso degli altri due libri, gli ordini della Giarrettiera (conferitogli da Carlo I Stuart), dello Spirito Santo (da Anna d'Austria), e, infine, del Toson d'Oro (conferitogli da Carlo II Stuart, nonostante, lo specifica lo stesso Dumas, l'ordine fosse spagnolo). Il personaggio prende il nome dallo storico moschettiere Armand de Sillègue d'Athos d'Autevielle (1615-1644).
  - Grimaud — Servo di Athos, affezionato al suo padrone che venera per la sua intelligenza. Non parla quasi mai perché nel passato il suo padrone Athos l'ha costretto al silenzio per anni; nonostante in seguito gli abbia permesso di parlare, si esprime in poche parole e molti gesti. Obbedisce ciecamente al suo signore, che riesce a capire solo dalle sue occhiate.
- Porthos (Porthos du Vallon) — Il più "sanguigno" dei tre, un po' fanfarone. Gioca spesso ai dadi scommettendo tutto quello che gli capita tra le mani. Ha anche un carattere molto vanitoso e ama pavoneggiarsi. La sua amante, la signora Coquenard, è la vecchia moglie di un procuratore, ed egli confida in lei per le proprie finanze, ma il marito ottantenne impedirà più di una volta questi favori. Tra i Moschettieri è quello che tiene di più al suo onore. Anche lui usa un nome "di battaglia" al posto del suo nome autentico: du Bracieux. Anna d'Austria lo nominerà, alla fine di Vent'anni dopo, barone du Vallon (castello al quale ha dato il nome), de Bracieux de Pierrefonds (entrambe tenute da lui comprate). Sicuramente è il più forte dei tre moschettieri.
  - Mousqueton — Normanno servo di Porthos, il cui vero nome è Bonifacio (Boniface), presta servizio al suo padrone senza molte pretese. Sempre vestito in maniera elegante, grazie a un abile sarto, fa fare bella figura a Porthos. Dopo che il suo padrone, nel seguito del romanzo, diventa proprietario terriero, cambierà il suo nome in Mouston. [1]
- Aramis (Aramis d'Herblay) — Uomo distinto e delicato, all'apparenza è un uomo di chiesa mancato, il quale solo provvisoriamente indossa le vesti di Moschettiere. Questo gli dà modo, fra un richiamo alla fede e l'altro, di essere un nobiluomo. I suoi studi d'indirizzo ecclesiastico traspaiono dalla conoscenza delle arti, della filosofia e della lingua latina; spesso compone poesie di carattere religioso. Inoltre, come poi dirà lo stesso d'Artagnan nel secondo libro, ha una splendida voce. Diventerà abate d'Herblay. Il personaggio è vagamente basato sulla figura storica del moschettiere Henri d'Aramitz.
  - Bazin — Servo di Aramis, è certo che il suo padrone un giorno vestirà gli abiti ecclesiastici. Egli stesso si veste sempre di nero, come si conviene al servo di un uomo di chiesa. Pacifico e religioso, e devotissimo ad Aramis, suo padrone, e alla Santa Romana Chiesa. Vorrebbe un giorno diventare valletto di un ecclesiastico, per questo motivo sia nel primo, che nel secondo libro, si comporta in modo scortese con D'Artagnan quando quest'ultimo tenta di fare partecipare Aramis a guerre e rivolte.

### Altri personaggi
- D'Artagnan Padre — padre di D'Artagnan.
- Monsieur de Tréville — comandante dei moschettieri.
- Constance Bonacieux — guardarobiera e dama di compagnia della regina.
- Monsieur Bonacieux — marito di Constance, nonché padrone di casa di D'Artagnan, di professione merciaio.
- L'uomo di Meung — conosciuto anche come il Conte di Rochefort, è l'uomo misterioso a cui D'Artagnan dà la caccia. Il Conte di Rochefort è lo scudiero del cardinale Richelieu.
- Milady de Winter — chiamata anche Charlotte Backson, la Contessa de la Fère, o Anne de Breuil, moglie di Athos, è una spia del cardinale Richelieu.
- Lord de Winter — cognato di Milady.
- Ketty — serva di Milady.
- Conte di Wardes — l'uomo di cui Milady è innamorata.

### Personaggi storici
- Cardinale Richelieu
- Luigi XIII
- Anna d'Austria
- Duca di Buckingham
- John Felton — puritano, assassino del Duca di Buckingham.

## Illustrazioni
Le classiche figure che accompagnano da oltre un secolo questo romanzo sono frutto dell'opera di Maurice Leloir (1853-1940), pittore, scenografo e regista francese, nonché esperto di costumi d'epoca. La prima edizione illustrata da Leloir fu quella di Lévy nel 1894.

## Critica
- Alessandro Dumas sfoggia non poche qualità del grande scrittore: e non delle secondarie. In primo luogo una sovrana impudenza; un insieme di complicità e oltraggio nei confronti del lettore; nessun patetismo, neppure quando ricorre a situazioni obiettivamente patetiche. E ancora, il gusto del gioco, della mistificazione; l'onesta carenza morale; una nobile guitteria, che gli detta la mossa esatta per scatenare la consenziente credulità del pubblico. (G. Manganelli)[2]
- Da parte mia, non provo il rossore di cui altri sentirebbe inondato il volto nel dire che mi piacciono e giudico condotti con grande brio e spigliatezza i Trois mousquetaires di Alessandro Dumas padre. Ancora molti li leggono e li godono senza nessun'offesa della poesia, ma nascondendo in seno il loro compiacimento come si fa per gli illeciti diletti, ed è bene incoraggiarli a deporre la loro falsa vergogna e il loro congiunto imbarazzo (Benedetto Croce)

## Filmografia
La straordinaria popolarità de I tre moschettieri è testimoniata dal fatto che il romanzo di Dumas è stato adattato per lo schermo, con vari gradi di fedeltà, non meno di 20 volte (contando anche miniserie e film di animazione).
Tra i vari adattamenti ricordiamo:
- I tre moschettieri (1909) diretto da Mario Caserini
- The Three Musketeers (1916) diretto da Charles Swickard
- I tre moschettieri (The three Musketeers) (1921) diretto da Fred Niblo
- La maschera di ferro (The Iron Mask) (1929) diretto da Allan Dwan
- I tre moschettieri (The three Musketeers) (1935) diretto da Rowland V. Lee
- La maschera di ferro (The Man in the Iron Mask) (1939) diretto da James Whale
- I tre moschettieri (The three Musketeers) (1948) diretto da George Sidney
- I tre moschettieri (Les trois mousquetaires: Les ferrets de la reine) (1961) diretto da Bernard Borderie
- La vendetta dei moschettieri (Les trois mousquetaires: La vengeance de Milady) (1961) diretto da Bernard Borderie
- I tre moschettieri (The three Musketeers) (1973) diretto da Richard Lester
- Milady - I quattro moschettieri (The Four Musketeers: The Revenge of Milady) (1974) diretto da Richard Lester
- I tre moschettieri (Uimitoarele aventuri ale muschetarilor)[4] (1981) film d'animazione diretto da Victor Antonescu
- I tre moschettieri (The Three Musketeers) (1986) film d'animazione prodotto dalla Burbank Films Australia
- Il ritorno dei tre moschettieri (The Return of the Musketeers) (1989) diretto da Richard Lester
- I tre moschettieri (The three Musketeers) (1993) diretto da Stephen Herek
- La maschera di ferro (The Man in the Iron Mask) (1998) diretto da Randall Wallace
- D'Artagnan (The Musketeer) (2001) diretto da Peter Hyams
- Topolino, Paperino, Pippo: I tre moschettieri (Mickey, Donald, Goofy: The Three Musketeers) (2004) prodotto da Walt Disney Pictures
- Musketeers - Moschettieri (La Femme Musketeer) (2004) diretto da Steve Boyum
- Barbie e le tre moschettiere (Barbie and the three Musketeers) (2009)
- I tre moschettieri (The three Musketeers) (2011) diretto da Paul W. S. Anderson
- Tri mušketëra (2013) diretto da Sergej Žigunov (concepita come serie TV)
- The Musketeers (2014) serie televisiva britannica creata da Adrian Hodges
- Moschettieri del re - La penultima missione (2018) diretto da Giovanni Veronesi
- Tutti per 1 - 1 per tutti (2020) diretto da Giovanni Veronesi
- I tre moschettieri - D'Artagnan (Les trois mousquetaires: D'Artagnan) (2023) diretto da Martin Bourboulon
- I tre moschettieri - Milady (Les trois mousquetaires: Milady) (2023) diretto da Martin Bourboulon

## Musical
- I tre moschettieri (The three Musketeers), musical diretto da musical (1991)
- I Tre Moschettieri - Opera Pop, musical con le musiche di Giò Di Tonno, testi di Alessandro Di Zio e regia di Giuliano Peparini (2024)

## Serie TV d'animazione
Dal romanzo di Dumas sono state tratte famose serie a cartoni animati:
- D'Artacan e i tre moschettieri e la successiva Il ritorno di D'Artacan, serie di produzione ispano-giapponese andate in onda sia sulle reti Rai che Mediaset, dove i protagonisti sono animali antropomorfi.
- D'Artagnan e i moschettieri del re: adattamento giapponese del romanzo ad opera dell'autore di Lupin III, Monkey Punch, andato in onda sulle reti Fininvest negli anni '80 ed in seguito replicato anche in Rai.
- Albert il quinto moschettiere, serie a cartoni comica di produzione francese, trasmessa in Italia sulle reti Rai. Il protagonista di questa serie era il quinto membro dei moschettieri: l'intelligente ed intellettuale Albert, scartato da Dumas nel romanzo a causa della sua bassa statura.
- I tre Moschettieri, episodio 19 della serie anime giapponese Le fiabe più belle, trasmessa in Italia sia su Mediaset che Italia 1.

## Edizioni integrali italiane
- 3 voll., Tipografia della Gazzetta dei Tribunali, Napoli, 1846
- 2 voll., Andrea Nanni Editore, Livorno, 1846
- trad. di Francesco Gandini, Borroni e Scotti, Milano 1847-48
- trad. di Angiolo Orvieto, Rondinella, Napoli 1853
- trad. di Cesare Coriani, Oliva, Milano 1855
- trad. di Luigi Pagnoni, Francesco Pagnoni Editore, Milano, 1868.
- trad. di Alfredo Fabietti, Barion, Milano, 1927; ed. riveduta, Barion, 1933.
- trad. di Giuseppe Piemontese, Edizioni Minerva, Milano, 1935.
- trad. di Giuseppe Aventi, Rizzoli, Milano, 1935; BUR, Milano 1949 ISBN 88-17-10697-6.
- trad. di Augusto Donaudy, Collana Aretusa, Bianchi-Giovini, Milano, 1945; a cura di Ugo Dèttore, Mursia, Milano, 1966, ISBN 88-425-2651-7 ISBN 978-88-425-2651-3
- trad. di Vittorio Moise, Società Editrice Tirrena, Livorno, 1950.
- trad. di Luca Premi, Gherardo Casini Editore, Firenze, 1953-1987; Sansoni, Firenze, 1972; Introduzione e premessa di Francesco Perfetti, Newton Compton, Roma 1993 ISBN 88-7983-257-3.
- trad. di Fanny Mallé-Gallia, UTET, Torino, 1954.
- trad. di Antonio Beltramelli, Mondadori, Milano 1954 ISBN 88-04-37407-1 ISBN 978-88-04-53004-6.
- trad. di Diana Grange Fiori, Istituto Geografico De Agostini, Novara, 1965, ISBN 88-415-2269-0.
- trad. di Marisa Zini, Einaudi, Torino, 1965, ISBN 88-06-14867-2, ISBN 978-88-06-19028-6; CDE, Milano, 1986.
- trad. di Maria Bellonci, Giunti-Marzocco, Firenze 1977; Bussolenga, Demetra; Milano-Firenze, Bompiani, 2018.
- trad. di Lucio Bertini, Accademia, Milano, 1988.
- trad. e introduzione di Guido Paduano, La Biblioteca di Repubblica, Roma, 2004; Biblioteca dell'Espresso, Roma, 2013.
- trad. di Camilla Diez, Donzelli, Roma, 2014; Collana UEF. I Classici, Feltrinelli, Milano, 2016.
- trad., Introduzione e note di Lanfranco Binni, Collana I grandi libri, Garzanti, Milano, 2023, ISBN 978-88-110-0724-1.

## Romanzi apocrifi
- Albert Blanquet, Les amours de d'Artagnan, Éd. Le passe-temps, 1858; trad. Napoli: Morelli, 1860
- Eugène D'Auriac, D'Artagnan il moschettiere, Trieste: Coen, 1860
- Frantz Beauvallet e Léon Beauvallet, M.lle D'Artagnan, Éd L. Boulanger, 1893
- Paul Féval figlio e M.Lessez, D'Artagnan contro Cyrano Di Bergerac: I.Il Cavalier Mistero trad. di Aldo Parini. II. Martirio di Regina. III: Il Segreto della Bastiglia. IV.L'Erede di Buckingham, trad. di Ugo Ferrara di Bertavilla, Torino: Cosmopolita, 1926; Firenze: Nerbini, 1932
- Paul Féval fils et M.Lessez, D'Artagnan et Cyrano Réconciliés. I.Secret d'Etat. II.L'évasion du Masque de fer. III. Les noces de Cyrano. 1928